# Vukovarski filmski festival
Vukovarski filmski festival godišnji je festival filmova osnovan 2007. godine koji se svakog ljeta održava u gradu Vukovaru u Hrvatskoj. Festival sveukupno traje između četiri i sedam dana, a u većini slučajeva se održava krajem mjeseca kolovoza. 

## Opis festivala
Originalni utemeljitelji festivala su Grad Vukovar, Turistička zajednica Grada Vukovara te Discovery d.o.o., hrvatski distributer filmova snimljenih u nezavisnoj produkciji. Od 2023. godine novi suorganizator festivala uz Grad Vukovar i Turističku zajednicu Grada Vukovara lokalna je tvrtka Design Studio D iz Vukovara.
Filmski festival u Vukovaru posvećen je filmovima koji su snimljeni u podunavskoj regiji - Austriji, Bugarskoj, Hrvatskoj, Mađarskoj, Moldaviji, Njemačkoj, Rumunjskoj, Slovačkoj, Srbiji i Ukrajini. Filmovi koji produkcijski dolaze iz zemalja podunavske regije natječu se u službenoj konkurenciji dugometražnog igranog, kratkometražnog igranog te dokumentarnog filma. Na festivalu se također u popratnom programu prikazuju i filmovi iz drugih zemalja svijeta koje ne veže Podunavlje.
Tijekom novijih izdanja festivala projekcije filmova održavaju se na lokacijama perivoja dvorca Eltz, Hrvatskom domu Vukovar, Rodnoj kući Lavoslava Ružičke, dvoranama dvorca Eltz te amfiteatru Vukovarskog vodotornja. Na ranijim izdanjima festivala projekcije su se održavale na terasi Agencije za vodne putove, Vukovarskoj adi, CineStaru, na brodu Magenta 1 Vukovar Waterbus te kinu Borovo u Borovu Naselju. Projekcije određenih filmova također su se održavale i u susjednim gradovima Vinkovcima, Valpovu i Osijeku.

## Nagrade
Glavna nagrada koja se dijeli na festivalu je Zlatni šlep (eng. The Golden Barge).
Godine 2014. uvedena je nagrada za životno djelo koja se dodjeljuje priznatim filmašima. Prvi dobitnik te nagrade bio je Mustafa Nadarević. Kasnije je također uvedena i nagrada Krsto Papić za poseban doprinos hrvatskoj kinematografiji.

## Pobjednici festivala

### NagradaZlatni šlepza najbolji dugometražni film
| Godina | Film                                                       | Originalni naslov                                        | Redatelj           | Država           |
| ------ | ---------------------------------------------------------- | -------------------------------------------------------- | ------------------ | ---------------- |
| 2008.  | Pustolovi                                                  | Kalandorok                                               | Béla Paczolay      | Mađarska         |
| 2009.  | Policijski, pridjev                                        | Polițist, Adjectiv                                       | Corneliu Porumboiu | Rumunjska        |
| 2010.  | Med                                                        | Bal                                                      | Semih Kaplanoğlu   | Turska, Njemačka |
| 2011.  | Kotlovina                                                  | Kotlovina                                                | Tomislav Radić     | Hrvatska         |
| 2012.  | Iza brda                                                   | După dealuri                                             | Cristian Mungiu    | Rumunjska        |
| 2013.  | Poza djeteta                                               | Poziția copilului                                        | Călin Peter Netzer | Rumunjska        |
| 2014.  | Broj 55                                                    | Broj 55                                                  | Kristijan Milić    | Hrvatska         |
| 2015.  | Bravo!                                                     | Aferim!                                                  | Radu Jude          | Rumunjska        |
| 2016.  | Matura                                                     | Bacalaureat                                              | Cristian Mungiu    | Rumunjska        |
| 2017.  | Iz ništavila                                               | Aus dem Nichts                                           | Fatih Akin         | Njemačka         |
| 2018.  | Ne zanima me ako u povijesti ostanemo zapisani kao barbari | Îmi este indiferent daca în istorie vom intra ca barbari | Radu Jude          | Rumunjska        |
| 2019.  | Razbijačica sustava                                        | Systemsprenger                                           | Nora Fingscheidt   | Njemačka         |
| 2020.  | Nije bilo pobjednika                                       |                                                          |                    |                  |
| 2021.  | Nije bilo pobjednika                                       |                                                          |                    |                  |
| 2022.  | Divlji korijeni                                            | Külön falka                                              | Hajni Kis          | Mađarska         |
| 2023.  | Majka                                                      | Mother                                                   | Zornitsa Sophia    | Bugarska         |
| 2024.  | Šah-mat                                                    | Mastergame                                               | Barnabás Tóth      | Mađarska         |

### NagradaZlatni šlepza najbolji kratkometražni film
| Godina | Film                      | Originalni naslov            | Redatelj              | Država      |
| ------ | ------------------------- | ---------------------------- | --------------------- | ----------- |
| 2008.  | Ujutro                    | Dimineata                    | Radu Jude             | Rumunjska   |
| 2009.  | Tulum                     | Tulum                        | Dalibor Matanić       | Hrvatska    |
| 2010.  | Žuti mjesec               | Žuti mjesec                  | Zvonimir Jurić        | Hrvatska    |
| 2011.  | Tiha rijeka               | Apele tac                    | Anca Miruna Lazarescu | Rumunjska   |
| 2012.  | Armadingen                | Armadingen                   | Philipp Käßbohrer     | Njemačka    |
| 2013.  | Ljuljačka za grobara      | Die Schaukel des Sargmachers | Elmar Imanov          | Azerbajdžan |
| 2014.  | Moj vodič                 | Újratervezés                 | Barnabás Tóth         | Mađarska    |
| 2015.  | Art                       | Arta                         | Adrian Sitaru         | Rumunjska   |
| 2016.  | Sve će biti u redu        | Alles wird gut               | Patrick Vollrath      | Njemačka    |
| 2017.  | Noć u Tokorikiju          | O noapte in Tokoriki         | Roxana Stroe          | Rumunjska   |
| 2018.  | Lacrimosa                 | Lacrimosa                    | Tanja Mairitsch       | Austrija    |
| 2019.  | Šaptači                   | Chuchotage                   | Barnabás Tóth         | Rumunjska   |
| 2020.  | Nije bilo pobjednika      |                              |                       |             |
| 2021.  | Nije bilo pobjednika      |                              |                       |             |
| 2022.  | Branka                    | Branka                       | K. Kovács Ákos        | Mađarska    |
| 2023.  | Kategorija nije postojala |                              |                       |             |
| 2024.  | Kategorija nije postojala |                              |                       |             |

### NagradaZlatni šlepza najbolji dokumentarni film
| Godina | Film                              | Originalni naslov            | Redatelj                          | Država           |
| ------ | --------------------------------- | ---------------------------- | --------------------------------- | ---------------- |
| 2008.  | Nemoj me shvatiti pogrešno...     | Nu te supara, dar...         | Adina Pintilie                    | Rumunjska        |
| 2009.  | Zaradimo lovu                     | Let's Make Money             | Erwin Wagenhofer                  | Austrija         |
| 2010.  | Djeca iz komune                   | Die Kinder vom Friedrichshof | Juliane Großheim                  | Njemačka         |
| 2011.  | Gradonačelnik protiv bijele smrti | Nesvatbov                    | Erika Hníková                     | Češka            |
| 2012.  | Kralj                             | Kralj                        | Dejan Aćimović                    | Hrvatska         |
| 2013.  | U braku sa švicarcem              | U braku sa švicarcem         | Arsen Oremović                    | Hrvatska         |
| 2014.  | Overdose - utrka za snom          | Overdose: Vágta egy álomért  | Gábor Ferenczi                    | Mađarska         |
| 2015.  | Toto i njegove sestre             | Toto şi surorile lui         | Alexander Nanau                   | Rumunjska        |
| 2016.  | Zabrana s neba                    | Himmelverbot                 | Andrei Schwartz                   | Rumunjska        |
| 2017.  | Obećanje                          | Das Versprechen              | Marcus Vetter & Karin Steinberger | Njemačka         |
| 2018.  | Jam Session                       | Jam Session                  | Borislav Kolev                    | Bugarska         |
| 2019.  | Kalin i zatvorska ekipa           | Kalin i otbora na zatvora    | Petko Gyulchev                    | Bugarska         |
| 2020.  | Nije bilo pobjednika              |                              |                                   |                  |
| 2021.  | Nije bilo pobjednika              |                              |                                   |                  |
| 2022.  | Nemogući projekt                  | An Impossible Project        | Jens Meurer                       | Njemačka         |
| 2023.  | Kuća od iverja                    | A House Made of Splinters    | Simon Lereng Wilmont              | Danska, Ukrajina |
| 2024.  | Hassanovi ratovi                  | Hassan's Wars                | Robert Bubalo                     | Hrvatska         |

Četrnaesti vukovarski filmski festival koji se trebao održati u ljeto 2020. godine odgođen je zbog pandemije koronavirusa te je u konačnici po prvi put u svojoj povijesti održan na ekskluzivnoj streaming platformi Moviemix. Na tom su festivalu svi filmovi iz svih zemalja bili prikazani pod kategorijom "jedan svijet" te nije bilo stručnog žirija koji bi birao pobjednike. Slična je stvar bila i s petnaestim filmskim festivalom održanim krajem kolovoza 2021. godine u Vukovaru kada također nije bilo izabranih pobjednika. Od 2022. godine festival je nastavio s radom kao i prethodnih godina s popratnim programom (kako filmskim tako obrazovnim i zabavnim) te stručnim žirijem koji glasuje o najboljim filmovima u službenoj konkurenciji.

## Vanjske poveznice
- Službena stranica Vukovarskog filmskog festivala  Arhivirana inačica izvorne stranice od 12. kolovoza 2015. (Wayback Machine)